# Jordy Herrera Gómez
Jordy Herrera Gómez est un homme politique mexicain, ancien Secrétaire de l'Énergie du Mexique de 2011 à 2012.